# Manifesto Paulista (1821)

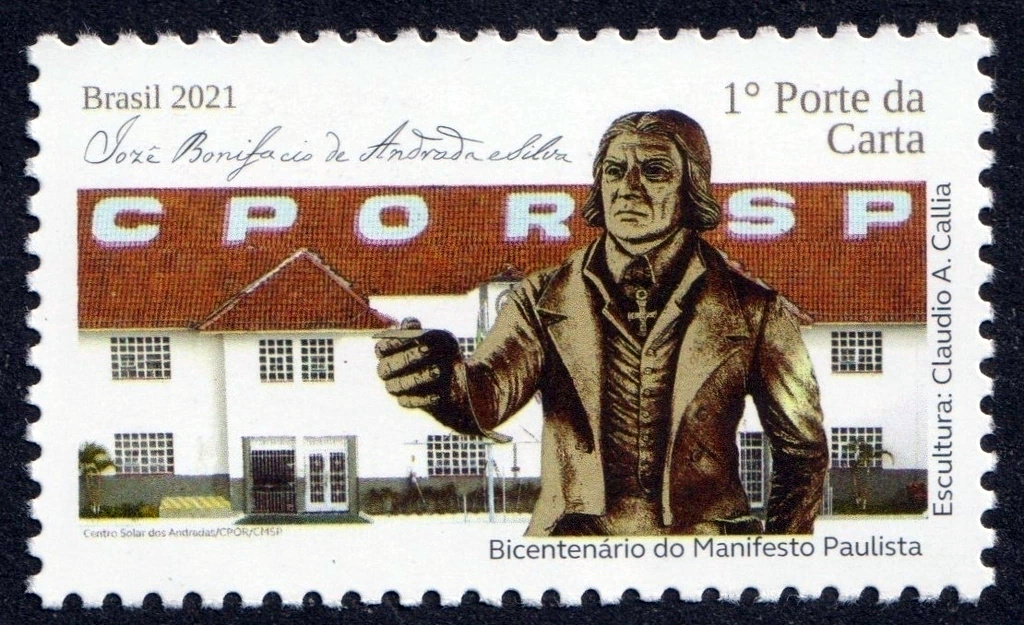
Selo postal em homenagem ao bicentenário do Manifesto Paulista (2021).

O Manifesto Paulista é um ofício de José Bonifácio de Andrada e Silva escrito em 24 de dezembro de 1821 e endereçado ao então Príncipe D. Pedro, no contexto das disputas em torno da Independência do Brasil. Ganhando o título de “manifesto” a posteriori, o documento precipitou o evento conhecido como “Dia do Fico”.

## Contexto
Após a transferência da Corte Portuguesa para o Brasil, em 1808, e a criação do Reino Unido de Portugal, Brasil e Algarves por D. João VI, em 1815, a antiga colônia passou a ocupar um lugar de destaque como sede do Império Português, recebendo investimentos e instituições (como o primeiro Banco do Brasil), além de um certo grau de livre-comércio. Contudo, após a Revolução Liberal do Porto (1821) e a reunião das Cortes em Lisboa, exigindo o retorno da Família Real Portuguesa e uma constituição para Portugal, o Brasil passou a correr o risco de perder seus novos privilégios e retornar ao status de simples colônia. Embora grande parte das elites luso-brasileiras apoiasse a continuidade do reino unido a Portugal, a atuação dos deputados portugueses deixava explícita a ameaça colonial.
Foi nesse contexto que José Bonifácio de Andrada e Silva, deputado brasileiro em Lisboa e vice-presidente da província de São Paulo, dirigiu sua carta a D. Pedro, então Príncipe Regente do Brasil, alertando-o de que, caso obedecesse às ordens das Cortes de Lisboa e retornasse à Europa, a América Portuguesa corria o risco de desmembramento e até de derramamento de sangue, à exemplo da América Espanhola. O documento, também chamado de “Representação Paulista” ou “Deputação Paulista”, é de autoria de José Bonifácio, mas também de seu irmão, o conselheiro Martim Francisco Ribeiro de Andrada, de João Carlos Augusto de Oyenhausen-Gravenburg, presidente da província de São Paulo, e do brigadeiro Manoel Rodrigues Jordão.
Após o manifesto, D. Pedro decide por permanecer no Brasil, protagonizando o episódio conhecido posteriormente como “Dia do Fico”, em 9 de janeiro de 1822, abrindo caminho para os acontecimentos que levariam à Independência do Brasil, em 7 de setembro daquele ano.

## Manifesto

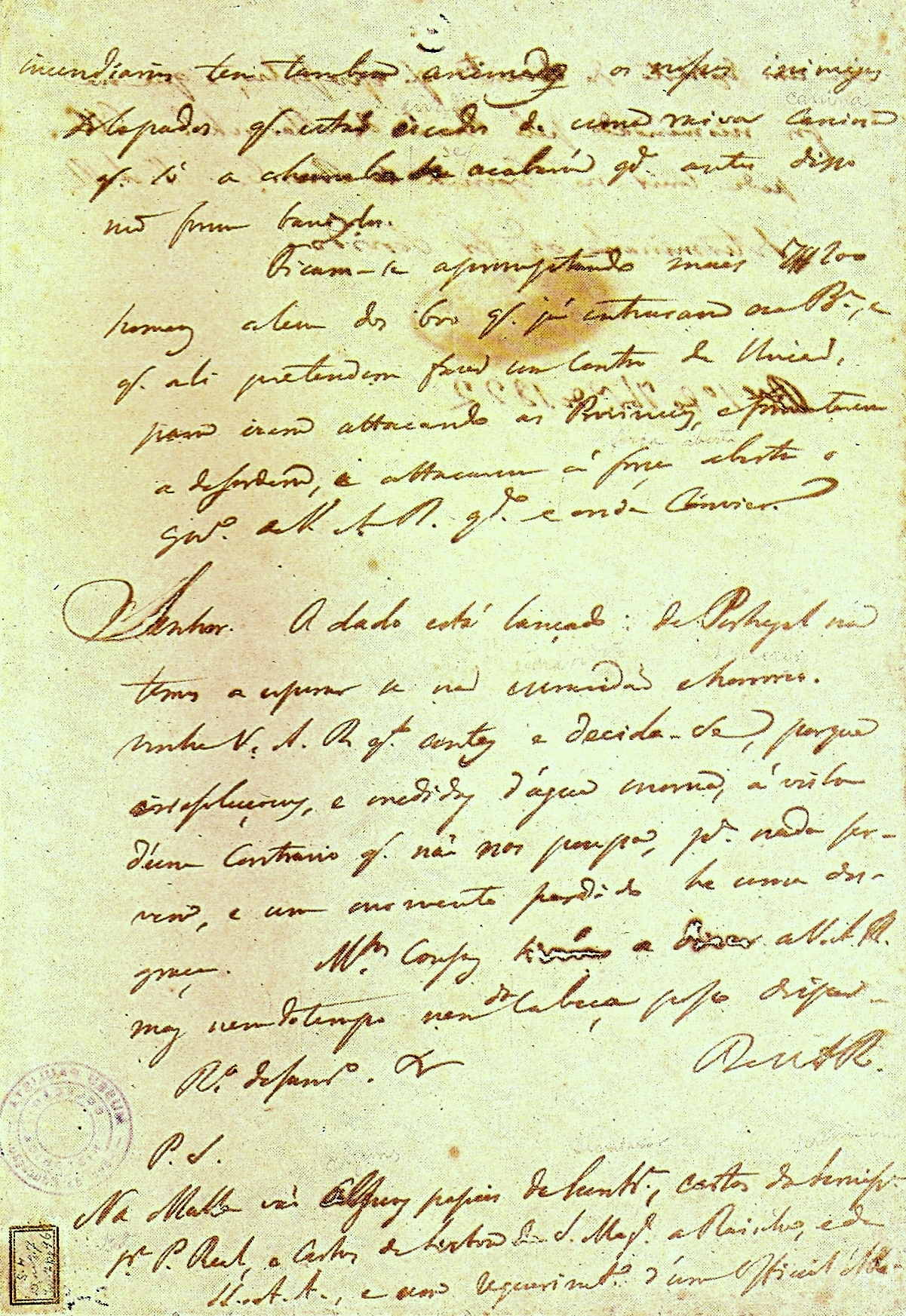
Original do Manifesto Paulista (1821).

Segundo trecho do documento:
Sim, Augusto Senhor, é impossível que os habitantes do Brasil, que forem honrados, e se prezarem de ser homens, e mormente os Paulistas, possam jamais consentir em taes absurdos e despotismos: sim Augusto Senhor, Vossa Altesa Real deve ficar no Brasil, quaesquer que sejam os projectos das Cortes Constituintes, não só para nosso bem geral, mas até para a independência e prosperidade futura do mesmô Portugal. Se V. A. R. estiver (o que não é crivei) pelo deslumbrado e indecoroso Decreto de 29 de Setembro, além de perder para o Mundo a dignidade de homem, e de Príncipe, tornando-se escravo de um pequeno numero de desorganizadores, terá também que responder, perante o Céo, do rio de sangue, que de çerto vai correr pelo Brasil com a sua ausência; pois seus Povos, quaes tigres raivosos, acordarão de certo do somno amadornado, em que o velho Despotismo os tinha sepultado, e em que a astucia de um novo Machiavelismo Constitucional os pretende agora conservar.